# Evil Penguin Classic
Evil Penguin Classic is een Belgisch onafhankelijk platenlabel dat zich specialiseert in klassieke muziek. Het label maakt deel uit van Evil Penguin Group en is gevestigd nabij het Klein Begijnhof van Mechelen.
Evil Penguin Classic werd opgericht in 2007. Het label richt zich op zowel gevestigde namen als opkomend talent, met een nadruk op artistieke kwaliteit en een hedendaagse benadering van klassieke muziekproductie en -presentatie. Technologische innovatie ligt hierbij aan de basis. Sinds 2021 onderscheidt het label zich door bijna alle nieuwe albums ook in Dolby Atmos uit te brengen.
Enkele artiesten die op het label verschenen zijn de Nederlandse cellist Pieter Wispelwey, Verità Baroque Ensemble, het Zemlinsky Quartet, de Belgische pianiste Marie François, de Duitse violist Linus Roth en de Amerikaanse violist Joshua Brown (2e tijdens de Koningin Elisabethwedstrijd 2024 voor viool).

## Serie:Keyboard Keyworks
Binnen Evil Penguin Classic neemt de reeks Keyboard Keyworks een bijzondere plaats in. Deze serie verenigt muziek en musicologisch onderzoek in een reeks albums die zich richten op het klavierrepertoire. Het project brengt uitvoeringen samen met academische inzichten en stelt zich tot doel om zowel kenners als geïnteresseerde luisteraars een rijkere en meer contextuele luisterervaring te bieden. In 2024 was de eerste release van deze serie. Onder meer Luca Montebugnoli en Tom Beghin, beide verbonden met het Orpheus Research Centre in Gent, publiceerden onder Keyboard Keyworks. Van beide werd hun album genomineerd voor een Preis der deutschen Schallplattenkritik. C.P.E. Bach: Sonatas with Varied Reprises, Wq 50 (EPRC 0066) van Tom Beghin werd gekozen als Editor's Choice in Gramophone.